# 리베르만 아가메스

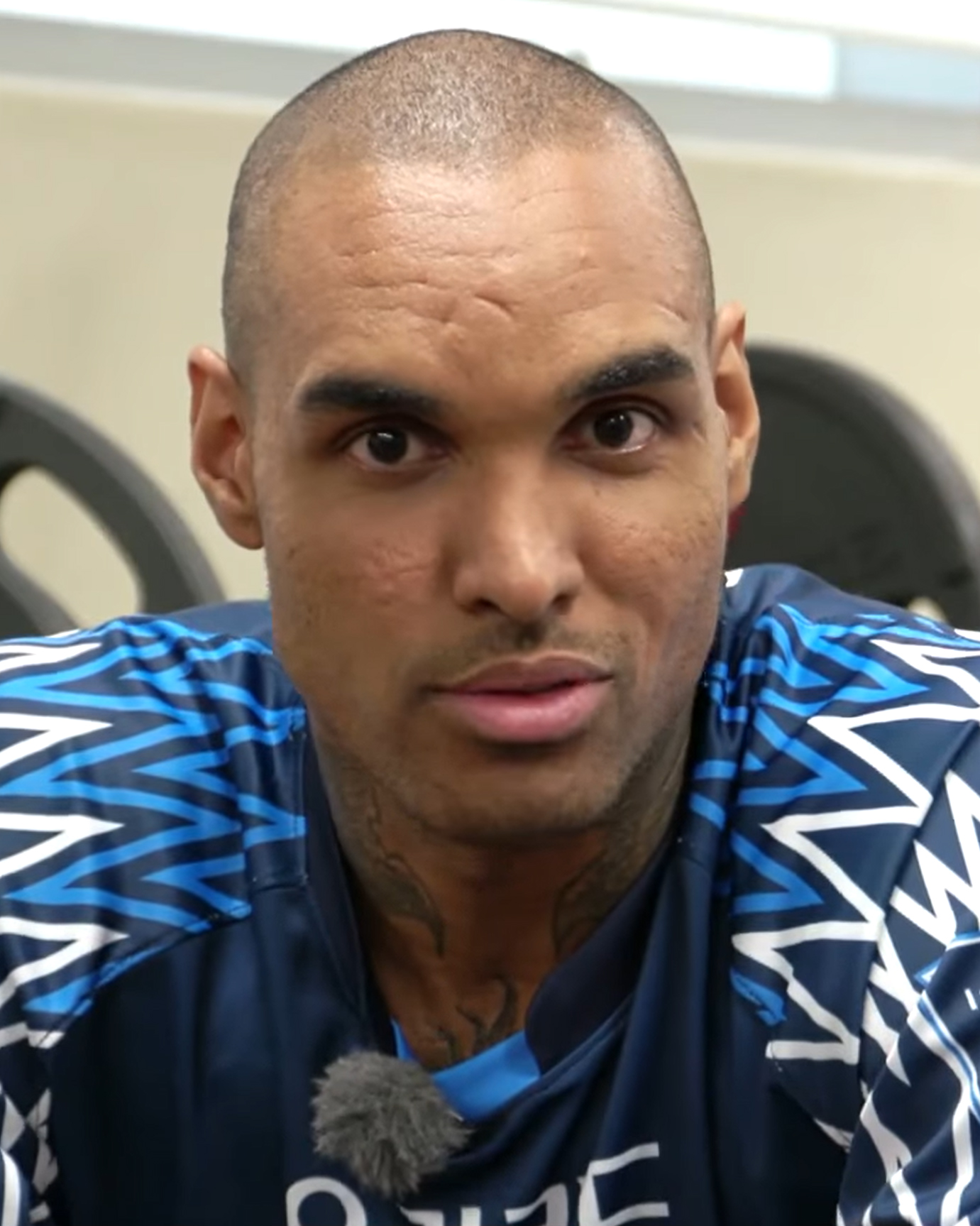
리베르만 아가메스

리베르만 아가메스(Liberman Agamez, 1985년 2월 15일 ~ )는 콜롬비아의 남자 배구 선수이다.